# ليزلي بيك
ليزلي بيك (بالإنجليزية: Lesley Beck)‏ هي متزحلقة بريطانية، ولدت في 10 يوليو 1964.

## وصلات خارجية
- ليزلي بيك على موقع الاتحاد الدولي للتزلج (التزلج على المنحدرات الثلجية) (الإنجليزية)
- ليزلي بيك على موقع اللجنة الأولمبية الدولية (الإنجليزية)
- ليزلي بيك على موقع أوليمبيديا (الإنجليزية)